# أبراهام شارب
ولد أبراهام شارب عام 1651 وتوفي في الثامن عشر من يوليوز عام 1742. هو عالم رياضيات وفلك إنجليزي.

## حياته
ولد اراهام شارب في ليتل هورتون في برادفورد عام 1653، وتلقى تعليمه في مدرسة برادفورد غرامر سكول.

في عام 1669 أصبح تاجرًا متدربًا قبل أن يصبح مدرسًا في ليفربول ، وبعد ذلك أصبح محاسباً في لندن.

كان لأبرهام شارب اهتمام واسع بعلوم الفلك والرياضيات وأُعجِبَ بالعديد من الشخصيات منها جون فلامستيد ، وفي عام 1688 دعاه فلامستيد إلى دخول المرصد الملكي في غرينتش، وكان له عمل بارز في تطوير الأدوات الحسابية وتدقيق الجداول اللوغرتميَّة.

وفي عالم 1694 عاد أبراهام شارب إلى ليتل هورتون، عندما صمم ونشر أكبر خريطة للنجوم في ذلك الوقت.

لم يتزوج شارب أبدًا، وتوفي عام 1742 في ليتل هورتون بعد أن صنع عدد من الأدوات العلمية.